# وزارت ترس (فیلم)
وزارت ترس فیلم نوآر آمریکایی ساخت سال ۱۹۴۴ به کارگردانی فریتز لانگ و با بازی ری میلند و مارجوری رینولدز است. فیلم بر پایه رمان ۱۹۴۳ نوشته گراهام گرین ساخته شده و داستان مردی را روایت می‌کند که به تازگی از آسایشگاه روانی آزاد شده‌است و ناخواسته خود را در میان حلقه جاسوسی جهانی گرفتار می‌بیند و توسط مأموران نازی تعقیب می‌شود. موسیقی متن فیلم توسط ویکتور یانگ ساخته شده‌است.

## بازیگران
- ری میلند در نقش استفن نیل
- مارجوری رینولدز در نقش کارلا هیلف
- کارل ازموند در نقش ویلی هیلف/آقای. مکلین
- هیلاری بروک در نقش خانم بلین شماره ۲
- پارسیا ورام در نقش بازرس پرنتیس
- دن دوریا در نقش کوست/تروس
- آلن نیپی‌یر در نقش دکتر فورستر
- ارسکین سنفرد در نقش جورج رنیت
- ماری فیلد در نقش مارتا پنتیل
- آمینتا داین در نقش خانم بلین شماره ۱
- بایرون فولگر
- گریس همپتون

## مقایسه با رمان
قهرمان کتاب گراهام گرین، آرتور روی (استیون نیل در فیلم)، به خاطر کشتن همسرش عمیقاً احساس گناه می‌کند. در فیلم، این قتل صرفاً یک قتل هومرگی ساده است و نیل فقط به خودکشی همسرش کمک می‌کند. روی در کتاب، سم را در لیوان شیر همسرش می‌ریزد و همسرش می‌گوید که: «چقدر مزه عجیبی دارد» روی او را تنها می‌گذارد تا بمیرد. با وجود اینکه دادگاه رای به هومرگی می‌دهد، اما روی باور دارد که «در جایی که عدالت وجود داشته باشد قانون او را محکوم می‌کرد.» او می‌داند که این کار او نه برای پایان دادن به رنج همسرش، بلکه برای پایان دادن به رنج خود او بوده‌است. این احساس گناه شدید که از ابتدا تا انتها رمان را فرا گرفته‌است، در فیلم وجود ندارد.
عشق روی، آنا هیلف (کارلا هیلف در فیلم)، در فعالیت‌های جاسوسی برادرش همکاری ندارد. در رمان، او به برادرش شلیک نمی‌کند و هیچ تیراندازی روی پشت بام با مأموران نازی اتفاق نمی‌افتد. برادر کارلا، ویلی هیلف، با تفنگی که تنها یک گلوله دارد، در دستشویی در ایستگاه راه‌آهن و در حالی که راه فرار ندارد خودکشی می‌کند. آنا (کارلا) در داستان کتاب باید برای همیشه از آشکار شدن هویتش به عنوان یک جاسوس بترسد، روی (نیل) نیز به عنوان یک قاتل از افشا شدن حقیقت می‌ترسد. آنها به رابطه‌شان با هم ادامه می‌دهند، اما به سختی زوج خوشبخت و بی دغدغه ای که در فیلم به تصویر کشیده شده هستند: «آنها باید یک عمر با دقت قدم می‌زدند، هرگز بدون دو بار فکر کردن صحبت نمی‌کردند. . . آن‌ها هرگز نمی‌توانستند حس نترسیدن از افشا شدن را درک کنند.» این پیام، و نه تعقیب و گریز جاسوسی فیلم، جان‌مایه رمان گراهام گرین است.

## بازخورد
بوسلی کروتر از نیویورک تایمز در بازخوردی در زمان انتشار فیلم در مورد وزارت ترس نوشت: «آقای لانگ شمه‌ای از کیفیت وحشتناک برخی از نخستین فیلم‌های پرتعلیق آلمانی خود را به تصویر کشیده‌است- یورشی پر کش و قوس و دیوانه‌وار با فیلم‌برداری وسوسه‌انگیز و ضرب‌آهنگی بیمارگونه در لحظه‌های وخیم؛ بنابراین، احساسات سرد و بی‌حس‌کننده ترسناک به گونه‌ای منتقل می‌شوند که برای آثار نمایشی ما کاملاً غیرمعمول هستند.»
دیو کر از شیکاگو ریدر فیلم را ستود و نوشت: «این فیلم مهیج سال ۱۹۴۴ نقطه برخورد دو استاد بزرگ گناه و پارانویای کاتولیک، گراهام گرین رمان‌نویس و فریتز لانگ کارگردان است. ری میلند که به تازگی از یک تیمارستان آزاد شده‌است، وقتی به نقشه پیچیده نازی‌ها پی می‌برد می‌فهمد که دنیای بیرون واقعی‌تر از آن است که نتیجه توهم‌هایش باشد. کیفیت توهم‌آمیز صحنه آغازین (که یک نمایشگاه روستایی در واقع لانه جاسوسی است) یادآور فیلم‌های اکسپرسیونیستی لانگ در دهه ۲۰ است، اما این فیلم بالغ‌تر و کنترل‌شده‌تر است و لنگ را در بهترین و خالص‌ترین فیلمش نمایندگی می‌کند.»
جاد بلز، نویسنده آل‌مووی، می‌گوید: «با اینکه این فیلم به جاودانگی اقتباس کارول رید از «مرد سوم» نوشته گرین که چهار سال بعد ساخته شد نمی‌رسد، اما وزارت ترس نمونه ای خوش ساخت، کاملاً گیرا و هوشمندانه از فیلم نوآر است ."